# Montréal Olympique 1972
Questa pagina raccoglie i dati riguardanti il Montréal Olympique nelle competizioni ufficiali della stagione 1972.

## Stagione
Per il campionato 1972 i Montréal Olympique furono affidati al tecnico inglese Graham Adams. Nonostante una maggiore stabilità tecnica rispetto alla stagione precedente, la squadra mancò nuovamente l'accesso ai play-off, piazzandosi al terzo posto della propria Division.
Capocannoniere della squadra fu l'inglese Mike Dillon, arrivato in prestito dal Tottenham.

## Organigramma societario
Area direttiva
- Proprietario: Sam Berger

Area tecnica
- Allenatore: Graham Adams

## Rosa
| N. |                        | Ruolo | Calciatore       |
| -- | ---------------------- | ----- | ---------------- |
| 1  | Bermuda (bandiera)     | P     | Sam Nusum        |
| 2  | Inghilterra (bandiera) | D     | Ian Tyer         |
| 3  | Inghilterra (bandiera) | D     | Clive Charles    |
| 4  | Stati Uniti (bandiera) | C     | Barry Barto      |
| 5  | Argentina (bandiera)   | D     | Raúl Decaría     |
| 6  | Inghilterra (bandiera) | C     | Keith Pointer    |
| 7  | Inghilterra (bandiera) | D     | Dennis Walker    |
| 7  | Inghilterra (bandiera) | D     | Roger Verdi      |
| 8  | Italia (bandiera)      | C     | Renzo Selmo      |
| 9  | Brasile (bandiera)     | A     | Miranda Oliveira |
| 10 | Inghilterra (bandiera) | A     | Ken Wallace      |
| 11 | Canada (bandiera)      | A     | Rossano Di Palma |

| N. |                        | Ruolo | Calciatore          |
| -- | ---------------------- | ----- | ------------------- |
| 11 | Bermuda (bandiera)     | C     | Richard Simmons     |
| 12 | Canada (bandiera)      | A     | Alan Bristowe       |
| 12 | Inghilterra (bandiera) | D     | Peter Duerden       |
| 14 | Italia (bandiera)      | D     | Luigi Mascalaito    |
| 16 | Portogallo (bandiera)  | D     | Antonio Miranda     |
| 17 | Scozia (bandiera)      | C     | Graeme Souness      |
| 18 | Inghilterra (bandiera) | D     | Mike Dillon         |
| 19 | Marocco (bandiera)     | A     | Abbadia El Mustapha |
|    | Inghilterra (bandiera) | A     | Graham Adams        |
|    | Bermuda (bandiera)     | D     | Gary Darrell        |
|    | Canada (bandiera)      | D     | Chris Horrocks      |
|    | Canada (bandiera)      | C     | Chris Wheeler       |

## Risultati
Ogni squadra disputava quattordici incontri, affrontando una volta in casa e una in trasferta tutte le avversarie.
| 6 maggio 1972 | Atlanta Chiefs | 0 – 1 | Montréal Olympique | Atlanta Stadium |

| 13 maggio 1972 | Miami Gatos | 1 – 0 | Montréal Olympique | Miami-Dade North Stadium |

| 21 maggio 1972 | Montréal Olympique | 2 – 3 | Rochester Lancers | Autostade (3.179 spett.) |

| 28 maggio 1972 | Montréal Olympique | 2 – 2 | Toronto Metros | Autostade (2.542 spett.) |

| 3 giugno 1972 | St. Louis Stars | 0 – 1 | Montréal Olympique | Busch Memorial Stadium |

| 11 giugno 1972 | Toronto Metros | 0 – 3 | Montréal Olympique | Varsity Stadium |

| 18 giugno 1972 | Montréal Olympique | 1 – 1 | St. Louis Stars | Autostade (3.163 spett.) |

| 1 luglio 1972 | N.Y. Cosmos | 2 – 0 | Montréal Olympique | Hofstra Stadium |

| 8 luglio 1972 | Dallas Tornado | 2 – 1 | Montréal Olympique | Texas Stadium |

| 16 luglio 1972 | Montréal Olympique | 2 – 2 | N.Y. Cosmos | Autostade (2.996 spett.) |

| 23 luglio 1972 | Montréal Olympique | 2 – 2 | Miami Gatos | Autostade (2.072 spett.) |

| 30 luglio 1972 | Montréal Olympique | 0 – 3 | Atlanta Chiefs | Autostade (1.202 spett.) |

| 6 agosto 1972 | Rochester Lancers | 2 – 4 | Montréal Olympique | Aquinas Memorial Stadium |

| 12 agosto 1972 | Montréal Olympique | 0 – 0 | Dallas Tornado | Autostade (1.000 spett.) |

## Statistiche

### Statistiche di squadra
| Competizione | Punti | In casa | In casa | In casa | In casa | In casa | In casa | In casa | In trasferta | In trasferta | In trasferta | In trasferta | In trasferta | In trasferta | In trasferta | Totale | Totale | Totale | Totale | Totale | Totale | Totale |
| Competizione | Punti | G       | V       | N       | P       | Bg      | Gf      | Gs      | G            | V            | N            | P            | Bg           | Gf           | Gs           | G      | V      | N      | P      | Bg     | Gf     | Gs     |
| ------------ | ----- | ------- | ------- | ------- | ------- | ------- | ------- | ------- | ------------ | ------------ | ------------ | ------------ | ------------ | ------------ | ------------ | ------ | ------ | ------ | ------ | ------ | ------ | ------ |
| NASL         | 57    | 7       | 0       | 5       | 2       | 9       | 9       | 13      | 7            | 4            | 0            | 3            | 9            | 10           | 7            | 14     | 4      | 5      | 5      | 18     | 19     | 20     |